# Nisís Andidhragonéra
Nisís Andidhragonéra är en ö i Grekland.   Den ligger i regionen Attika, i den södra delen av landet, 200 km söder om huvudstaden Aten.